# Juozas Preikšas
Juozas Preikšas (ur. 22 listopada 1926 w Gryszkabudzie, zm. 11 lutego 2018 w Kownie) – litewski duchowny katolicki, biskup pomocniczy kowieński i wyłkowyski w latach 1984–1988, administrator apostolski kowieński i wyłkowyski 1988–1991, a okresie 1989–1991 także poniewski. Od 1991 do 2002 biskup diecezjalny poniewski.

## Życiorys
Święcenia kapłańskie otrzymał 23 września 1951.
31 października 1984 papież Jan Paweł II mianował go biskupem pomocniczym kowieńskim i wyłkowyskim, ze stolicą tytularną Egnatia. 2 grudnia tego samego roku z rąk arcybiskupa Liudasa Povilonisa przyjął sakrę biskupią. 27 kwietnia 1988 objął obowiązki administratora apostolskiego kowieńskiego i wyłkowyskiego, a od 2 kwietnia 1989 także poniewskiego. 24 grudnia 1991 mianowany biskupem diecezjalnym poniewskim. 5 stycznia 2002, ze względu na wiek, złożył rezygnację z zajmowanej funkcji na ręce papieża Jana Pawła II.
Zmarł 11 lutego 2018.